# 吉恩·薩拉森
吉恩·薩拉森（英語：Gene Sarazen，/ˈsɑːrəzɛn/，本名：Eugenio Saraceni，1902年2月27日—1999年5月13日），美國男子職業高爾夫球運動員，是1920至30年代頂尖的球手，曾7度於大滿貫賽事中奪冠。他是史上5位在各四大賽贏得最少一次的球員之一，其餘4位分別為本·霍根、蓋瑞·普萊爾、傑克·尼克勞斯和老虎伍茲。

## 外部連結
- Gene Sarazen Profile at Golf Legends
- Electronic Resources on Gene Sarazen from SoHG Archives[永久]
- Gene Sarazen swing sequences from SoHG Master Classes
- 在Find a Grave上的吉恩·薩拉森